# Walter Prues
Walter Prues (? — 4 de Agosto de 1944) foi um piloto nocturno alemão da Luftwaffe durante a Segunda Guerra Mundial. Abateu 7 aeronaves inimigas, o que fez dele um ás da aviação.